# Fabius Honoratus
Fabius Honoratus (sein Praenomen ist nicht bekannt) war ein im 3. Jahrhundert n. Chr. lebender Angehöriger des römischen Ritterstandes (Eques).
Durch eine Inschrift, die beim Kastell Cilurnum gefunden wurde und die auf 201/300 datiert wird, ist belegt, dass Honoratus Tribun der Cohors I Vangionum war, die in der Provinz Britannia stationiert war. Die Inschrift befindet sich auf einem Grabstein, den Honoratus und seine Frau Aurelia Eglectiane für ihre Tochter, Fabia Honorata errichten ließen.